# Neun Welten
Neun Welten ist eine 2001 in Halle (Saale) gegründete Dark-Folk-Band. Gegenüber anderen Genre-Vertretern zeichnen sich Neun Welten durch ihre reiche Instrumentierung (Gitarre, Violine, Cello, Flöte, Klarinette, Klavier und Schlagzeug in fester Besetzung), ihr überwiegend instrumentales Liedgut sowie ihr rock-beeinflusstes Schlagzeugspiel aus. Der Bandname bezieht sich auf die nordische Mythologie, genauer auf verschiedene Welten, die laut der Edda durch den Weltenbaum Yggdrasil verbunden werden.

## Geschichte
Neun Welten wurden 2001 von Meinolf Müller, Marten Winter und Chris Kallenbach gegründet, die zusammen in der Black-Metal-Band Insomnia Astrorum spielten. Chris verließ die Gruppe bereits kurze Zeit später. David Zaubitzer (auch Insomnia Astrorum) und Anja Hövelmann kamen dazu. Die neue Gruppe trug zuerst den Namen 77 Trolle, wurde aber kurze Zeit später in Neun Welten umbenannt. 2002 wurde die Besetzung durch Aline Deinert komplettiert.
Ein Live-Auftritt auf dem Wave-Gotik-Treffen 2003 führte zu einem Vertrag mit dem Prophecy-Productions-Sublabel Auerbach Tonträger, über das im Jahr 2004 als erste offizielle Veröffentlichung die EP Valg erschien. Infolge der Veröffentlichung des Tonträgers spielten Neun Welten viele Konzerte, u. a. auf dem TFF Rudolstadt (2004) und dem Elf Fantasy Fair (2005). 2005 wurden Neun Welten zudem als Newcomer für den RUTH-Weltmusikpreis nominiert. Im Oktober 2006 erschien das Debütalbum Vergessene Pfade, infolgedessen Neun Welten am Creole-Wettbewerb der Region Mitteldeutschland teilnahmen und eine Deutschlandtournee mit Tenhi (September 2007) sowie eine mit Dornenreich und Elane (Oktober bis Dezember 2007) absolvierten.
Das zweite Album Destrunken erschien im November 2009, begleitet von der limitierten EP Dämmerung – Die Destrunken Demos, welche Demo-Versionen einzelner Stücke enthielt. Im selben Zeitraum verließen Marten Winter und Anja Hövelmann die Band, was den ersten markanten Besetzungswechsel darstellte. 2010 erschienen exklusive Titel auf den Samplern Whom the Moon a Nightsong Sings und Maere.
Nach mehreren Jahren kreativer Pause veröffentlichte die Band 2017 ihr drittes Album The Sea I'm Diving In. Es markierte eine stilistische Weiterentwicklung mit erstmals eingesetztem Gesang (in englischer Sprache) und einer cineastischeren Ausrichtung. Die Texte waren unter anderem von Edgar Allan Poe inspiriert. Zudem beteiligte sich Niko Knappe (von Dark Suns) als Gastmusiker an der Produktion.
Seit 2018 ist der italienische Musiker Giacomo Astorri als Bassist bei Neun Welten aktiv. Seit seinem Beitritt komponiert er auch für das kommende neue Album der Band.

## Trivia
- Auf Vergessene Pfade steuerten die Produzenten Markus Stock und Tobias Schönemann zum Lied Svartalfheim Backing Vocals bei.
- Aline Deinert ist Live-Violinistin von Empyrium, The Vision Bleak, die Kammer und Haggard.
- David Zaubitzer spielte Cello auf dem Debütalbum 5 Ways To Illuminate Silence von Mourning Rise.[4]
- Marten Winter ist promovierter Biologe, „highly cited“ und leitet sDiv, das Synthesezentrum am Deutschen Zentrum für Integrative Biodiversitätsforschung (iDiv) Halle, Jena, Leipzig.[5]
- Das Cover von Vergessene Pfade ist zum Teil mit Kaffee von dem befreundeten Künstler und Musiker Florian Goldbach gemalt worden.
- Chris Kallenbach ist Sänger der Black-Metal-Band WANDAR
- David Zaubitzer, Marten Winter und Florian Goldbach spielen zusammen in der Indie-Postrock-Band WAL.[6]

## Diskografie

### Demoaufnahmen
- 2001: …auf ewig Wald…

### EPs
- 2004: Valg
- 2009: Dämmerung – Die Destrunken Demos

### Alben
- 2006: Vergessene Pfade
- 2009: Destrunken
- 2018: The Sea I’m Diving In

### Kompilationsbeiträge (Auswahl)
- 2003: Flammenzauber III: Tonwerk Zum Festival (Eternal Soul Records)
- 2003: Celebrant 2003 – Der mittelalterliche Klangkörper (Lichtbringer)
- 2005: Looking For Europe (Auerbach Tonträger / Prophecy Productions)
- 2006: Legend And Lore (Auerbach Tonträger / Prophecy Productions)
- 2007: Spielmannstränen 2 (Zillo)
- 2010: Cantus I: Mediaeval Pagan Folk (Lichtbringer)
- 2010: Whom The Moon A Nightsong Sings (Auerbach Tonträger / Prophecy Productions)
- 2010: Maere (Märchenstube)